# Maguindanaos
Els maguindanaos són un poble musulmà de l'illa Mindanao; el nom vol dir "poble de les planes mullades", ja que vivien a la plana regada pel riu Pulangi.
Actualment viuen a diverses províncies: la província de Maguindanao (76% de la població total de l'ètnia), la província de Cotabato i la província de Sultan Kudarat, sent un 1.400.000 persones.
Estan emparentats als iranuns i als maranaos i parlen un llenguatge similar; les tres llengües s'inclouen dins el grup de llengües danao.
Al segle xv un malai anomenat Sharif Muhammad Kabungsuan, va establir un soldanat a la comarca de Malabang amb capital a Cotabato (Kutawatu). Els espanyols es van acostar a la zona el 1579 però foren rebutjats; el 1596 la colonització fou confiada al capità Esteban Rodríguez de Figueroa però fou derrotat a Buayan i finalment mort en una emboscada. El governant de Buayan, que era el principal de la zona, fou finalment derrotat el 1606. El sultà de Cotabato va formar aliança amb els espanyols després del 1607. Sota el sultà Kudarat els maguindanaos de Cotabato es van aliar als tausug, maranaos i altres, i van dominar des del golf de Davao a la península de Zamboanga (primera part del segle xvii, vers 1630). Els espanyols van enviar expedicions que foren rebutjades; el 1635 el capità Juan de Chaves va ocupar Zamboanga i va erigir un fortí i llavors es va poder derrotar a l'almirall Dugal Tagal, un dels principals oficials de Kudarat; el 1637 el governador general Hurtado de Corcuera personalment va dirigir una expedició contra Kudarat, al que va derrotar a Lamitan i Illan; els espanyols es van retirar el 1663 i Kudarat va recuperar el terreny perdut.
Del 1663 al 1718, el soldanat de Maguindanao va arribar fins a Zambales a l'oest, Cagayan de Oro al nord, Sarangani al sud, i Davao a l'est. El 1719 van tornar els espanyols i van construir l'estratègic fort del Pilar a Zamboanga des del que van exercir el control sobre part de Mindanao. Després del 1730 els espanyols van donar suport a una revolta del príncep hereu (raja mudah) i van aconseguir influir en el govern del soldanat que en endavant va esdevenir cada vegada més dependent dels espanyols. Finalment el sultà Kudarat II va cedir el soldanat a Espanya a canvi d'una pensió de 1000 pesos per ell i 800 pel seu fill. Llavors l'estat de Buayan, el poder del qual havia quasi desaparegut, va cobrir el buit sota Datu Utu (vers 1860).
El 1887, el general Emilio Terrero va dirigir una expedició contra Datu Utu però encara que va obtenir alguns triomfs no va poder imposar la sobirania espanyola. El 1891 el governador general Valeriano Weyler va fer personalment campanya contra els maguindanaos i maranaos i al cap de poc va establir un fortí a Parang-Parang, entre Pulangi i la costa d'Ilanun; amb això va poder aturar l'aprovisionament d'armament a Uto, que va anar perdent poder i va morir el 1902 quan ja pràcticament el seu poder havia desaparegut.
Durant la guerra entre Espanya i els Estats Units aquestos van signar acords amb els soldans i principalment amb Jamalul Kiram II de Jolo; eren tractats de neutralitat i no-agressió en els quals Estats Units reconeixia als soldans que al seu torn s'obligaven a combatre contra els pirates que ataquessin a cristians. El tractat de París va cedir les Filipines als Estats Units i els soldanats hi foren incloses sense ser consultats. Llavors es va crear la Moro Province formada per cinc districtes: Zamboanga, Lanao, Cotabato, Davao, i Sulu. Els americans van introduir canvis polítics i socials favorables, especialment la creació d'escoles, sistema judicial, documentació i abolició de l'esclavatge, però van encoratjar l'emigració de cristians a la província.
Datu Ali de Kudarangan, a Cotabato, va refusar acceptar la legislació contra l'esclavatge i es va revoltar però fou mort l'octubre de 1905 junt amb la major part dels seus homes. El 15 de desembre de 1913 la província dels moros fou substituïda pel Departament de Mindanao i Sulu i es va encoratjar la integració dels musulmans a la societat filipina. El 1916 la llei Jones va transferir el poder legislatiu al senat i la cambra filipins; la poligàmia es va declarar il·legal però es va donar temps als musulmans per complir la llei; la llei musulmana d'herència (muslim pusaka) fou abolida el 1919 i l'estat va adquirir el dret de concedir terres.
El departament de Mindanao i Sulu fou abolit el febrer de 1920; el territori fou transferit al departament de l'Interior, oficina de tribus no cristianes, i governat per cristians filipins el que va causar greuja als musulmans; es van produir algunes revoltes locals, ràpidament dominades i a Cotabato, Datu Ambang de Kidapawan va proclamar la guerra santa, però la presència de tropes americanes va posar fi a l'intent.
Durant uns anys es va mantenir la situació; el govern fou transferit després del 1935 a l'Oficina del Comissionat de Mindanao i Sulu (que va substituir a l'Oficina de tribus no cristianes). Entre 1936 i 1941 hi van haver diverses revoltes armades a Lanao.
Després de la guerra va continuar el descontentament que va portar a la creació de moviments armant al final dels anys seixanta i finalment a la creació de la Regió Autònoma del Mindanao Musulmà, l'1 d'agost de 1989, especialment en territori maguindanao (la província de Maguindanao fou una de les quatre inicials que va formar la regió i una de les cinc que la formen actualment després que la regió fou ampliada).